# The Dave Clark Five
The Dave Clark Five (soms afgekort tot The DC5) was een Engelse popgroep, opgericht in Noord-Londen. The Dave Clark Five was na The Beatles de tweede groep van de British Invasion die mocht optreden in The Ed Sullivan Show.
De groep bracht tussen 1964 en 1967 een reeks succesvolle singles uit, waaronder Glad All Over (1964), Bits and Pieces (1964), Can’t You See That She's Mine (1964), Because (1964), Anyway You Want It (1964), I Like It Like That (1965), Catch Us If You Can (1965), Over and Over (1965) en You Got What It Takes (1967). De band was zowel in Groot-Brittannië als de Verenigde Staten populair.
De groep werd ontbonden in 1970.

## Samenstelling
Tussen 1962 en 1970 was de bezetting van de groep:
- Dave Clark, drums
- Mike Smith, zang en elektronisch orgel
- Lenny Davidson, sologitaar
- Rick Huxley, basgitaar
- Denis Payton, saxofoon, mondharmonica en gitaar.

In 1970 vertrokken Davidson, Huxley en Payton. Clark en Smith gingen nog een klein jaar door als Dave Clark and Friends met:
- Alan Parker, sologitaar
- Eric Ford, basgitaar
- Madeline Bell, zang

Dave Clark and Friends trad nooit live op, maar maakte in de jaren 1971-1973 een paar platen. De ‘groep’ verscheen twee keer in het Engelse tv-programma Top of the Pops.
Mike Smith overleed op 28 februari 2008 aan complicaties die optraden na een ongeluk waardoor hij vrijwel volledig verlamd raakte. Denis Payton overleed op 17 december 2006 aan kanker, Rick Huxley op 11 februari 2013 aan emfyseem.

## Carrière
De groep begon in 1957 in de Noord-Londense wijk Tottenham als The Dave Clark Quintet. In 1958 ging de groep een samenwerkingsverband aan met de zanger en saxofonist Stan Saxon. Ze noemden zich nu ‘Dave Clark Five with Stan Saxon’. Toen Saxon in 1962 vertrok, bleef The Dave Clark Five over. Rick Huxley was in 1958 tot de groep toegetreden, Mike Smith in 1960, Lenny Davidson in 1961 en Denis Payton verving bij het vertrek van Saxon de tweede saxofonist Jim Spencer, die tegelijk vertrok.
De groep speelde eerst jazz en dansmuziek, maar stapte in 1962 over op popmuziek. Popjournalisten schreven over de ‘Tottenham Sound’ als tegenhanger van de Merseybeat uit Liverpool. Vanaf het begin was de groep een privé-onderneming van Dave Clark. De andere leden van de groep waren bij hem in loondienst. Tot in 1964 hadden alle leden van de groep overigens nog een baan naast hun activiteiten voor The Dave Clark Five. Pas in dat jaar werden ze fulltime muzikant.
Dave Clark was ook degene die de opdrachten gaf om platen op te nemen. De opnamen verkocht hij aan de platenmaatschappijen (in Groot-Brittannië Columbia (EMI), in de VS Epic Records), maar de rechten van de opnamen bleven bij hem.
Anders dan de meeste andere popgroepen uit die tijd, schreven The Dave Clark Five het leeuwendeel van hun nummers zelf. De meeste nummers staan op naam van Dave Clark en Mike Smith. Als producent van hun platen werd steeds Adrian Clark genoemd. Dat was het koppel Adrian Kerridge/Dave Clark. Kerridge was de geluidstechnicus die er altijd bij was.
De groep kon best meekomen in langzame nummers, zoals Because en Come Home, maar karakteristiek voor The Dave Clark Five was een aansprekende melodie, die in snel tempo voortraasde, waarbij de wat rauwe stem van Mike Smith moest opboksen tegen Dave Clarks drums en Denis Paytons saxofoon. Hun bekendste nummers, zoals Do You Love Me, Glad All Over en Anyway You Want It, zijn in deze stijl. Bij de opnamen valt ook het overvloedige gebruik van echo-effecten op.
In de jaren 1963-1970 haalden 19 singles van The Dave Clark Five de Engelse en 17 singles de Amerikaanse (Billboard) Top-40. Glad All Over haalde in Engeland de eerste plaats (en verdrong daarmee I Want to Hold Your Hand van The Beatles), Over and Over in de VS.
De populariteit van The Dave Clark Five in de Verenigde Staten was het resultaat van een reeks tournees. Tussen 1964 en 1967 waren ze vaker in de VS dan in Engeland. May en Phillips relativeren het succes van de groep (in British Beat; zie ‘Literatuur’):
‘They arrived at exactly the right time, for America had just gone mad over the Beatles, and a group of radioactive singing Postmen would have probably been a smash.’
‘Ze arriveerden op precies het juiste tijdstip, want Amerika was net uit zijn dak gegaan over The Beatles, en ook een groep van radioactieve zingende Postbodes zou waarschijnlijk een klapper zijn geweest.’
In 1964 maakte de groep een film, Catch Us If You Can. Het was de eerste film van John Boorman. De leden van de groep spelen een groep stuntmannen. Hun leider Steve (Dave Clark) heeft er ineens genoeg van tijdens de opnamen voor een tv-spot en gaat ervandoor met Dinah (Barbara Ferris), een actrice die gespecialiseerd is in commercials voor de vleesindustrie. De andere leden van de groep en de politie gaan achter hen aan. Op het eind van de film bereiken Steve en Dinah een onbewoond eiland – alleen maar om te merken dat het al in bezit genomen is door de producent van de tv-spot. In de VS werd de film uitgebracht onder de naam Having a Wild Weekend.
De groep trad in de film niet als popgroep op, maar verzorgde wel de achtergrondmuziek. De titelmelodie Catch Us If You Can haalde de vijfde plaats in Engeland en de vierde in de VS.
De groep stopte in 1970, op een moment dat de belangstelling voor hun muziek nog niet voorbij was, maar wel afnam.
Na de opheffing van de groep begon Clark een mediabedrijf. Hij verwierf de rechten van de opnamen van het tv-programma Ready Steady Go!
Mike Smith bleef in de muziekbusiness. Hij schreef jingles voor reclamespotjes en hielp artiesten bij platenopnamen. In 2002 begon hij een eigen band, Mike Smith’s Rock Engine. Die band was een kort leven beschoren, want in 2003 maakte hij een val, die hem voor de rest van zijn leven vrijwel geheel verlamd maakte.
Lenny Davidson werd gitaarleraar en leidde een bedrijf dat kerkorgels repareerde.
Huxley ging werken voor een bedrijf dat handelde in muziekinstrumenten en gaf later leiding aan een bedrijf in elektrische apparatuur.
Payton werd makelaar, maar bleef parttime muziek maken.
Op 10 maart 2008 werd de groep opgenomen in de Rock and Roll Hall of Fame in Cleveland. Mike Smith en Denis Payton waren toen al overleden.
In tegenstelling tot de muziek van andere groepen van het eerste plan (zoals The Searchers, Manfred Mann en The Animals) was de muziek van The Dave Clark Five na 1970 moeilijk te krijgen. Medio jaren zeventig verschenen verzamel-lp’s in Groot-Brittannië en de Verenigde Staten. In 1993 verscheen een verzamel-cd in Groot-Brittannië en een dubbel-cd in de VS. Ze waren allebei snel uitverkocht en daarna werden op de tweedehandsmarkt hoge prijzen voor deze cd’s betaald. Het duurde tot 2008 voordat er weer muziek van de groep beschikbaar kwam. Kort daarna kwam ook muziek van de groep beschikbaar via iTunes.

## Trivia
In 1964 verscheen Call up the Groups van The Barron Knights, een medley van parodieën op liedjes die toen populair waren. Onder die liedjes was ook Bits and Pieces van The Dave Clark Five. Om het echt te laten lijken had drummer Dave Ballinger voor de opname het originele drumstel van Dave Clark geleend.

## Discografie

### Singles
| Uitgebracht                 | GB/VS | Voorkant/ Achterkant                                                   | Hoogste notering Groot-Brittannië | Hoogste notering Verenigde Staten | Hoogste notering Nederland |
| --------------------------- | ----- | ---------------------------------------------------------------------- | --------------------------------- | --------------------------------- | -------------------------- |
| augustus 1962 ? 1964        | GB VS | Chaquita/ In Your Heart                                                | –                                 | –                                 | –                          |
| december 1962 ? 1963        | GB VS | First Love/ I Walk the Line                                            | –                                 | –                                 | –                          |
| februari 1963 april 1964    | GB VS | I Knew It All the Time/ That's What I Said                             | –                                 | 53                                | –                          |
| maart 1963                  | GB    | The Mulberry Bush/ Chaquita                                            | –                                 | –                                 | –                          |
| september 1963 mei 1964     | GB VS | Do You Love Me/ Doo Dah (GB)/ Chaquita (VS)                            | 30                                | 11                                | –                          |
| november 1963 februari 1964 | GB VS | Glad All Over/ I Know You                                              | 1                                 | 6                                 | 4                          |
| februari 1964 april 1964    | GB VS | Bits and Pieces/ All of the Time                                       | 2                                 | 4                                 | 4                          |
| mei 1964 juni 1964          | GB VS | Can't You See That She’s Mine/ Because (GB)/ No Time to Lose (VS)      | 10                                | 4                                 | 30                         |
| augustus 1964               | GB    | Thinking of You Baby/ Whenever You’re Around                           | 26                                | –                                 | –                          |
| augustus 1964               | VS    | Because/ Theme Without a Name                                          | –                                 | 3                                 | –                          |
| oktober 1964 november 1964  | GB VS | Anyway You Want It/ Crying over You                                    | 25                                | 14                                | –                          |
| januari 1965 oktober 1964   | GB VS | Everybody knows (I still love you)/ Say You Want Me (GB)/ Ol’ Sol (VS) | 37                                | 15                                | –                          |
| maart 1965 april 1965       | GB VS | Reelin’ and Rockin’/ Little Bitty Pretty One                           | 24                                | 23                                | –                          |
| mei 1965 februari 1965      | GB VS | Come Home/ Your Turn to Cry                                            | 16                                | 14                                | –                          |
| juni 1965                   | VS    | I Like It Like That/ Hurting Inside                                    | –                                 | 7                                 | –                          |
| juli 1965 augustus 1965     | GB VS | Catch Us If You Can/ On the Move (GB)/ Move On (VS)                    | 5                                 | 4                                 | 25                         |
| november 1965               | GB VS | Over and Over/ I'll Be Yours                                           | 45                                | 1                                 | –                          |
| februari 1966               | VS    | At the Scene/ I Miss You                                               | –                                 | 18                                | –                          |
| februari 1966 april 1966    | GB VS | Try too Hard/ All Night Long                                           | –                                 | 12                                | –                          |
| mei 1966 juni 1966          | GB VS | Look before You Leap/ Please Tell Me Why                               | 50                                | 28                                | –                          |
| augustus 1966               | VS    | Satisfied with You/ Don’t Let Me Down                                  | –                                 | 50                                | –                          |
| oktober 1966                | GB VS | Nineteen Days/ I Need Your Love (GB)/ Sitting Here Baby (VS)           | –                                 | 48                                | –                          |
| januari 1967                | VS    | I’ve Got to Have a Reason/ Good Time Woman                             | –                                 | 44                                | –                          |
| maart 1967 april 1967       | GB VS | You Got What It Takes/ Sitting Here Baby (GB)/ Doctor Rhythm (VS)      | 28                                | 7                                 | 29                         |
| juni 1967                   | VS    | You Must Have Been a Beautiful Baby/ Man in the Pin Striped Suit       | –                                 | 35                                | –                          |
| juli 1967                   | GB    | Tabatha Twitchit/ Man in the Pin Striped Suit                          | –                                 | –                                 | –                          |
| augustus 1967               | VS    | A Little Bit Now/ You Don’t Play Me Around                             | –                                 | 67                                | –                          |
| november 1967 december 1967 | GB VS | Everybody Knows/ Concentration Baby (GB)/ Inside and Out (VS)          | 2                                 | 43                                | 7                          |
| november 1967               | VS    | Red and Blue/ Concentration Baby                                       | –                                 | 89                                | –                          |
| februari 1968               | GB    | No One Can Break a Heart Like You/ You Don’t Want My Lovin’            | 28                                | –                                 | –                          |
| mei 1968                    | VS    | Please Stay/ Forget                                                    | –                                 | –                                 | –                          |
| september 1968              | GB VS | The Red Balloon/ Maze of Love                                          | 7                                 | –                                 | –                          |
| november 1968               | GB    | Live in the Sky/ Children                                              | 39                                | –                                 | –                          |
| februari 1969               | GB    | The Mulberry Tree/ Small Talk                                          | –                                 | –                                 | –                          |
| maart 1969                  | VS    | Paradise (Is Half As Nice)/ 34-06                                      | –                                 | –                                 | –                          |
| juli 1969                   | VS    | If Somebody Loves You/ Best Day's Work                                 | –                                 | –                                 | –                          |
| oktober 1969                | GB    | Put a little love in your heart/ 34-06                                 | 31                                | –                                 | –                          |
| november 1969               | VS    | Bring It On Home To Me/ Darling, I Love You                            | –                                 | –                                 | –                          |
| december 1969 juni 1970     | GB VS | Good Old Rock ’n ’Roll/ One Night / Lawdy Miss Clawdy                  | 7                                 | –                                 | –                          |
| maart 1970                  | GB    | Everybody Get Together/ Darling, I Love You                            | 8                                 | –                                 | –                          |
| april 1970                  | GB    | Julia/ Five by Five                                                    | –                                 | –                                 | –                          |
| juli 1970 februari 1970     | GB VS | Here Comes Summer/ Break Down and Cry (GB)/ Five by Five (VS)          | 44                                | –                                 | –                          |
| november 1970               | GB    | More Good Old Rock ’n ’Roll/ Raining in My Heart / Memphis, Tennessee  | 34                                | –                                 | –                          |
| december 1970 januari 1971  | GB VS | Southern Man */ If You Wanna See Me Cry *                              | –                                 | –                                 | –                          |
| juni 1971 augustus 1971     | GB VS | Won't You Be My Lady? */ Into Your Life *                              | –                                 | –                                 | –                          |
| oktober 1971                | GB    | Draggin’ the Line */ One-Eyed, Blue-Suited, Gun-Totin’ Man *           | –                                 | –                                 | –                          |
| februari 1972               | GB    | Think of Me */ Right or Wrong *                                        | –                                 | –                                 | –                          |
| juli 1972                   | GB VS | Rub It In */ I’m Sorry Baby *                                          | –                                 | –                                 | –                          |
| maart 1973                  | GB    | Sweet City Woman */ Love Comes But Once *                              | –                                 | –                                 | –                          |
| oktober 1973                | GB    | Sha-Na-Na-Na-Hey-Hey */ I Don't Know *                                 | –                                 | –                                 | –                          |
| mei 1993                    | GB    | Glad All Over / Good Old Rock ’n ’Roll / Having a Wild Weekend         | 37                                | –                                 | –                          |

De nummers gemarkeerd met een ster (*) zijn van Dave Clark and Friends.

### Ep’s
| Uitgebracht    | Naam                            | Nummers voor-/ achterkant                                                              |
| -------------- | ------------------------------- | -------------------------------------------------------------------------------------- |
| november 1963  | The Dave Clark Five             | Do You Love Me / I Know You / Poison Ivy / No Time to Lose                             |
| maart 1965     | The Hits of the Dave Clark Five | Glad All Over / Can’t You See That She’s Mine / Thinking of You Baby / Bits and Pieces |
| september 1965 | Wild Weekend                    | Having a Wild Weekend / When / Ol’ Sol / New Kind of Love                              |

### LP’s
| Uitgebracht | GB/VS | Naam                                | Nummers | Hoogste notering Groot-Brittannië | Hoogste notering Verenigde Staten |
| ----------- | ----- | ----------------------------------- | --- | --------------------------------- | --------------------------------- |
| 1964        | VS    | Glad All Over                       | Glad All Over / All of the Time / Stay / Chaquita / Do You Love Me / Bits and Pieces / I Know You / No Time to Lose / Doo Dah / Time / She’s All Mine | –                                 | 3                                 |
| 1964        | GB    | A Session with The Dave Clark Five  | Can’t You See That She’s Mine / I Need You I Love You / I Love You No More / Rumble / Funny / On Broadway / Zip-A-Dee-Doo-Dah / Can I Trust You / Forever and a Day / Theme Without a Name / She’s All Mine / Time | 3                                 | –                                 |
| 1964        | VS    | The Dave Clark Five Return!         | Can’t You See That She’s Mine / I Need You, I Love You / I Love You No More / Rumble / Funny / Zip-A-Dee-Doo-Dah / Can I Trust You / Forever and a Day / Theme Without a Name / On Broadway | –                                 | 5                                 |
| 1964        | VS    | American Tour                       | Because / Who Does He Think He Is / Move On / Whenever You’re Around / I Want You Still / Long Ago / Come On Over / Blue Monday / Sometimes / Anytime You Want Love / I Cried over You / Ol’ Sol | –                                 | 11                                |
| 1965        | VS    | Coast to Coast                      | Any Way You Want It / Give Me Love / I Can’t Stand It / What Is There to Say / Everybody knows (I still love you) / Crying over You / Say You Want Me / When / Don’t You Know / To Me / It’s Not True | –                                 | 6                                 |
| 1965        | VS    | Weekend in London                   | Come Home / We’ll Be Running / Blue Suede Shoes / Hurting Inside / I’ll Never Know / ’Til the Right One Comes Along / I’m Thinking / Your Turn to Cry / Little Bitty Pretty One / Remember It’s Me / Mighty Good Lovin’ | –                                 | 24                                |
| 1965        | GB    | Catch Us If You Can                 | Catch Us If You Can / On the Move / If You Come Back / Long Ago / Any Time You Want Love / I Can’t Stand It / Your Turn to Cry / Hurtin’ Inside / Don’t Be Taken In / Don’t You Realise / I Cried Over You / Sweet Memories | 8                                 | –                                 |
| 1965        | VS    | Having a Wild Weekend               | Having a Wild Weekend / New Kind of Love / Dum-Dee-Dee-Dum / I Said I Was Sorry / No Stopping / Don’t Be Taken In / Catch Us If You Can / When I’m Alone / If You Come Back / Sweet Memories / Don’t You Realise / On the Move | –                                 | 15                                |
| 1965        | VS    | I Like It Like That                 | I Like It Like That / Pumping / I Need Love / Maybe It’s You / That’s How Long Our Love Will Last / A Little Bit of Love / I’ll Be Yours My Love / Please Love Me / Goodbye My Friends / I Am on My Own / She’s a Loving Girl / You Know You’re Lying | –                                 | 32                                |
| 1966        | GB    | Greatest Hits                       | Glad All Over / Do You Love Me / Bits and Pieces / Because / Catch Us If You Can / Can’t You See That She’s Mine / Come Home / I Like It Like That / Over and Over / Reelin’ and Rockin’ / At the Scene / Satisfied with You / Try too Hard / Nineteen Days | –                                 | –                                 |
| 1966        | VS    | The Dave Clark Five’s Greatest Hits | Over and Over / Everybody knows (I still love you) / Can’t You See That She’s Mine / Bits and Pieces / I Like It Like That / Any Way You Want It / Because / Do You Love Me / Catch Us If You Can / Glad All Over | –                                 | 9                                 |
| 1966        | VS    | Try too Hard                        | Try too Hard / Today / I Never Will / Looking In / Ever Since You’ve Been Away / Somebody Find a New Love / I Really Love You / It Don’t Feel Good / Scared of Falling In Love / I Know | –                                 | 77                                |
| 1966        | VS    | Satisfied with You                  | Satisfied with You / Go On / Do You Still Love Me / I Meant You / Look before You Leap / Please Tell Me Why / You Never Listen / I Still Need You / It’ll Only Hurt for a Little While / Good Lovin’ | –                                 | –                                 |
| 1966        | VS    | More Greatest Hits                  | Try too Hard / Please Tell Me Why / I’m Thinkin’ / Reelin’ and Rockin’ / Come Home / Satisfied With You / At the Scene / Look before You Leap / All Night Long / Don’t Let Me Down | –                                 | –                                 |
| 1967        | VS    | 5 by 5                              | Nineteen Days / Something I’ve Always Wanted / Little Bit Strong / Bernadette / Sitting Here Baby / You Don’t Want My Lovin’ / How Can I Tell You / Picture of You / Small Talk / Pick Up Your Phone | –                                 | –                                 |
| 1967        | VS    | You Got What It Takes               | You Got What It Takes / I’ve Got to Have a Reason / You Don’t Play Me Around / Thinking of You, Baby / Lovin’ So Good / Doctor Rhythm / Play with Me / Let Me Be / Blueberry Hill / Tabatha Twitchit | –                                 | –                                 |
| 1968        | GB    | Everybody knows                     | You Got What It Takes / I’ll Do the Best I Can / At the Place / A Little Bit Strong / Good Love Is Hard to Find / Blueberry Hill / Tabatha Twitchit / Everybody Knows / You Must Have Been a Beautiful Baby / Lost in His Dreams / Go On / Sitting Here Baby / Bernadette / Got to Have a Reason / Play Me Around / Inside and Out                                                                               | –                                 | –                                 |
| 1968        | VS    | Everybody Knows                     | Everybody Knows / A Little Bit Now / At the Place / Inside and Out / Red and Blue / You Must Have Been a Beautiful Baby / Good Love Is Hard to Find / Lost in His Dreams / Concentration Baby / Hold on Tight / I’ll Do the Best I Can | –                                 | –                                 |
| 1969        | GB    | 5 by 5 = GO!                        | Just a Little Bit Now / Maze of Love / Return My Love / Best Days Work / Who Do You Think You’re Talking To / Got Love If You Want It / The Red Balloon / Please Stay / Devoted to Me / 34-06 / Away from the Noises / When I’m Alone / I Still Need You / No One Can Break a Heart Like You | –                                 | –                                 |
| 1969        | GB    | If Somebody Loves You               | If Somebody Loves You / It Ain’t What You Do / Live in the Sky / Five by Five / Here Comes Summer / How Do You Get to Heaven / Everybody Get Together / Julia / Break Down and Cry / I Am on My Own / Red and Blue / If You Wanna See Me Cry / Worried Times / Darling I Love You | –                                 | –                                 |
| 1970        | GB    | Good Old Rock ’n ’Roll              | Good Old Rock ’n ’Roll / Raining in My Heart / Lucille / Reelin’ and Rockin’ / More Good Old Rock ’n ’Roll / Loving You / Memphis, Tennessee / One Night / Lawdy Miss Clawdy | –                                 | –                                 |
| 1971        | VS    | The Dave Clark Five                 | Glad All Over / Can’t You See That She’s Mine / I Need Love / Good Love Is Hard to Find / Try too Hard / Because / ’Til the Right One Comes Along / Whenever You're Around / Remember, It’s Me / When I’m Alone / Having a Wild Weekend / Sitting Here Baby / Concentration Baby / Please Tell Me Why / Inside and Out / Come Home / I’ll Be Yours My Love / Forever and a Day / Bernadette / Hurting Inside     | –                                 | –                                 |
| 1972        | GB    | Dave Clark and Friends              | Southern Man */ Bring It on Home to Me / Signs */ Won’t You Be My Lady */ The Time Has Come */ If You’ve Got a Little Love to Give */ Officer McKirk */ Paradise (Is Half As Nice) / Draggin’ the Line */ Think of Me */ One-Eyed, Blue-Suited, Gun-Totin’ Man */ Right or Wrong */ I Don’t Know */ Put a little love in your heart                                                                              | –                                 | –                                 |
| 1975        | VS    | Glad All Over Again                 | Glad All Over / Bits and Pieces / Can’t You See That She’s Mine / Catch Us If You Can / Because / Any Way You Want It / Try too Hard / At the Scene / Everybody knows (I still love you) / Come Home / Do You Love Me / Reelin’ and Rockin’ / I Like It Like That / Over and Over / You Got What It Takes / Nineteen Days / Good Time Woman / Forget / I’ve Got to Have a Reason / Here Comes Summer             | –                                 | –                                 |
| 1978        | GB    | 25 Thumping Great Hits              | Glad All Over / Do You Love Me / Bits and Pieces / Can’t You See That She’s Mine / Catch Us If You Can / Because / Over And Over / Reelin’ and Rockin’ / You’ve Got What It Takes / Everybody Knows / Good Old Rock ’n ’Roll / Wild Weekend / Here Comes Summer / Live in the Sky / Red Balloon / Come Home / Sweet City Woman / Sha-Na-Na-Na-Hey-Hey / Put a little love in your heart / Everybody Get Together | 7                                 | –                                 |

De nummers gemarkeerd met een ster (*) zijn van Dave Clark and Friends.
In 1966 verscheen speciaal voor de Nederlandse markt:
- Dave Clark Five at the scene (Columbia GHX 10.013):
  - At the Scene / I Like It Like That / Do You Love Me / Everybody knows (I still love you) / Catch Us If You Can / Bits and Pieces / Try too Hard / A New Kind of Love / Anyway You Want It / Because / On the Move / Glad All Over

Een tweede lp speciaal voor de Nederlandse markt verscheen in het begin van de jaren zeventig:
- History Of British Pop, Vol. 3 (Columbia 5C 052-93330):
  - Do You Love Me / Glad All Over / Bits and Pieces / Can’t You See That She’s Mine / Over and Over / Everybody Knows / Catch Us If You Can / You’ve Got What It Takes / I Like It Like That / Reelin’ and Rockin’ / Nineteen Days / The Red Balloon

### Verzamel-cd’s
| Uitgebracht | GB/VS | Naam                               | Nummers | Hoogste notering Groot-Brittannië | Hoogste notering Verenigde Staten |
| ----------- | ----- | ---------------------------------- | --- | --------------------------------- | --------------------------------- |
| 1993        | GB    | Glad All Over Again                | Glad All Over / Do You Love Me / Bits and Pieces / Can’t You See That She’s Mine / Don’t Let Me Down / Everybody knows (I still love you) / Anyway You Want It / Catch Us If You Can / Having a Wild Weekend / Because / I Like It Like That / Over and Over / Reelin’ and Rockin’ / Come Home / You Got What It Takes / Everybody Knows / Try too Hard / I'll Be Yours My Love / Good Old Rock ’n ’Roll / Here Comes Summer / Live in the Sky / The Red Balloon / Sha-Na-Na-Na-Hey-Hey / More Good Old Rock ’n ’Roll / Put a little love in your heart / Everybody Get Together | 28                                | –                                 |
| 1993        | VS    | The History of The Dave Clark Five | Glad All Over / Bits and Pieces / Do You Love Me / Can’t You See That She’s Mine / Because / Don’t Let Me Down / Any Way You Want It / Everybody knows (I still love you) / Anytime You Want Love / Thinking of You Baby / Whenever You’re Around / Little Bitty Pretty One / Crying over You / Don’t Be Taken In / When / Reelin’ and Rockin’ / Come Home / Mighty Good Loving / Hurting Inside / Having a Wild Weekend / ’Til the Right One Comes Along / Catch Us If You Can / I’ll Be Yours My Love / I Am on My Own / I Need Love. / Try too Hard / All Night Long / Look before You Leap / Please Tell Me Why / Somebody Find a New Love / Satisfied with You / At the Scene / I Miss You / Do You Still Love Me / Nineteen Days / I’ve Got to Have a Reason / I Like It Like That / Over and Over / You Got What It Takes / Doctor Rhythm / Small Talk / Concentration Baby / Everybody Knows / Inside and Out / At the Place / Best Days Work / Maze of Love / Here Comes Summer / Live in the Sky / Everybody Get Together | –                                 | –                                 |
| 2008        | GB    | The Hits                           | Do You Love Me / Glad All Over / Bits and Pieces / Can’t You See That She’s Mine / Everybody knows (I still love you) / Don’t Let Me Down / Any Way You Want It / Wild Weekend / Catch Us If You Can / Because / I Like It Like That / Reelin’ and Rockin’ / Over and Over / Come Home / You Got What It Takes / Try too Hard / Everybody Knows / I’ll Be Yours My Love / Nineteen Days / Look before You Leap / ’Til the Right One Comes Along / All Night Long / Good Old Rock ’n ’Roll / Sha-Na-Na-Na-Hey-Hey / Here Comes Summer / Put a little love in your heart / Everybody Get Together / Universal Love | 15                                | –                                 |

### NPO Radio 2 Top 2000
| Nummers met noteringen in de NPO Radio 2 Top 2000 | '99  | '00  | '01  | '02  | '03  | '04  | '05  | '06  | '07 | '08  |
| ------------------------------------------------- | ---- | ---- | ---- | ---- | ---- | ---- | ---- | ---- | --- | ---- |
| Bits and Pieces                                   | -    | 1985 | -    | -    | -    | -    | -    | -    | -   | -    |
| Everybody Knows (You Said Goodbye)                | 1799 | 1931 | -    | -    | -    | -    | -    | -    | -   | -    |
| Glad All Over                                     | 911  | 1258 | 1142 | 1845 | 1202 | 1630 | 1757 | 1972 | -   | 1872 |

1. ↑  Een '-' betekent dat het nummer niet was genoteerd en een vetgedrukt getal geeft de hoogste notering van een nummer aan.
2. ↑  Deze tabel is bijgewerkt tot en met de laatste editie (2024).